# 李稷 (景泰進士)
李稷（1425年—1484年），字廷貴，四川重慶府合州人，民籍，治《春秋》。

## 生平
十月三十日生，行一，由州學增廣生中式四川鄉試第三十九名舉人，會試中式第一百六十八名。年三十歲中式景泰五年甲戌科第三甲第七十五名進士。

## 家族
曾祖李茂山；祖李太和；父李添常；母張氏。永感下，妻周氏，弟相。